# Prajazyk
Termín prajazyk (řidčeji též protojazyk) označuje jazyk, jehož diferenciací vznikly další příbuzné jazyky či nářečí, a lze ho tak považovat za jejich společného předka. Konkrétní prajazyky bývají obvykle označeny předponou pra-, avšak někdy se od této zvyklosti pro zjednodušení upouští. Jako příklady prajazyků na různých úrovních příbuznosti lze uvést praindoevropštinu, praslovanštinu či pračeštinu. Někdy lze prajazyk ztotožnit s jazykem doloženým, například prarománština, která je společným předkem všech románských jazyků, se do značné míry překrývá s lidovou latinou.
Protože záznamy prajazyků jsou buďto nedokonalé, nebo zcela chybějí, většinu prajazyků je třeba rekonstruovat. Slouží k tomu zejména metody vnitřní a vnější rekonstrukce.